# Castignano
Castignano är en ort och kommun i provinsen Ascoli Piceno i regionen Marche i Italien. Kommunen hade 2 709 invånare (2018).